# Monte Hiei
El monte Hiei (比叡山 Hiei-zan?) está localizado al noreste de Kioto, Japón. Es conocido por albergar el templo principal de la Escuela Budista del Tiantai llamado Enryaku-ji.
Dengyō Daishi, el fundador de la escuela Tendaishū (Escuela Budista del Tiantai), fue a vivir al Monte Hiei en 785, para 788 Dengyo construyó un pequeño templo llamado Hieisan-ji. 
El nombre Hieisan-ji fue cambiado por Enryaku-ji por el Emperador Saga en 823, el año después de la muerte de Dengyō Daishi. El primer sacerdote encargado fue Gishin, sucesor de Dengyō Daishi. 
Un número importante de figuras del budismo japonés tales como Hōnen, Eisai, Dōgen y Nichiren, fundadores de nuevas escuelas del budismo japonés estudiaron en dicho templo.
- Datos: Q748040
- Multimedia: Mount Hiei / Q748040